# Франшвил (Орн)
Франшвил (фр. Francheville) насеље је и општина у северној Француској у региону Доња Нормандија, у департману Орн која припада префектури Аржантан.
По подацима из 2011. године у општини је живело 159 становника, а густина насељености је износила 16,36 становника/km². Општина се простире на површини од 9,72 km². Налази се на средњој надморској висини од 217 метара (максималној 287 m, а минималној 170 m).

## Демографија
| 1962. | 1968. | 1975. | 1982. | 1990. | 1999. | 2011. |
| ----- | ----- | ----- | ----- | ----- | ----- | ----- |
| 141   | 163   | 163   | 143   | 141   | 122   | 159   |

График промене броја становника у току последњих година